# Station Swanscombe
Swanscombe is een spoorwegstation  van National Rail in Swanscombe in Engeland. Het station is eigendom van Network Rail en wordt beheerd door Southeastern. 